# エドアルド・ナヘラ

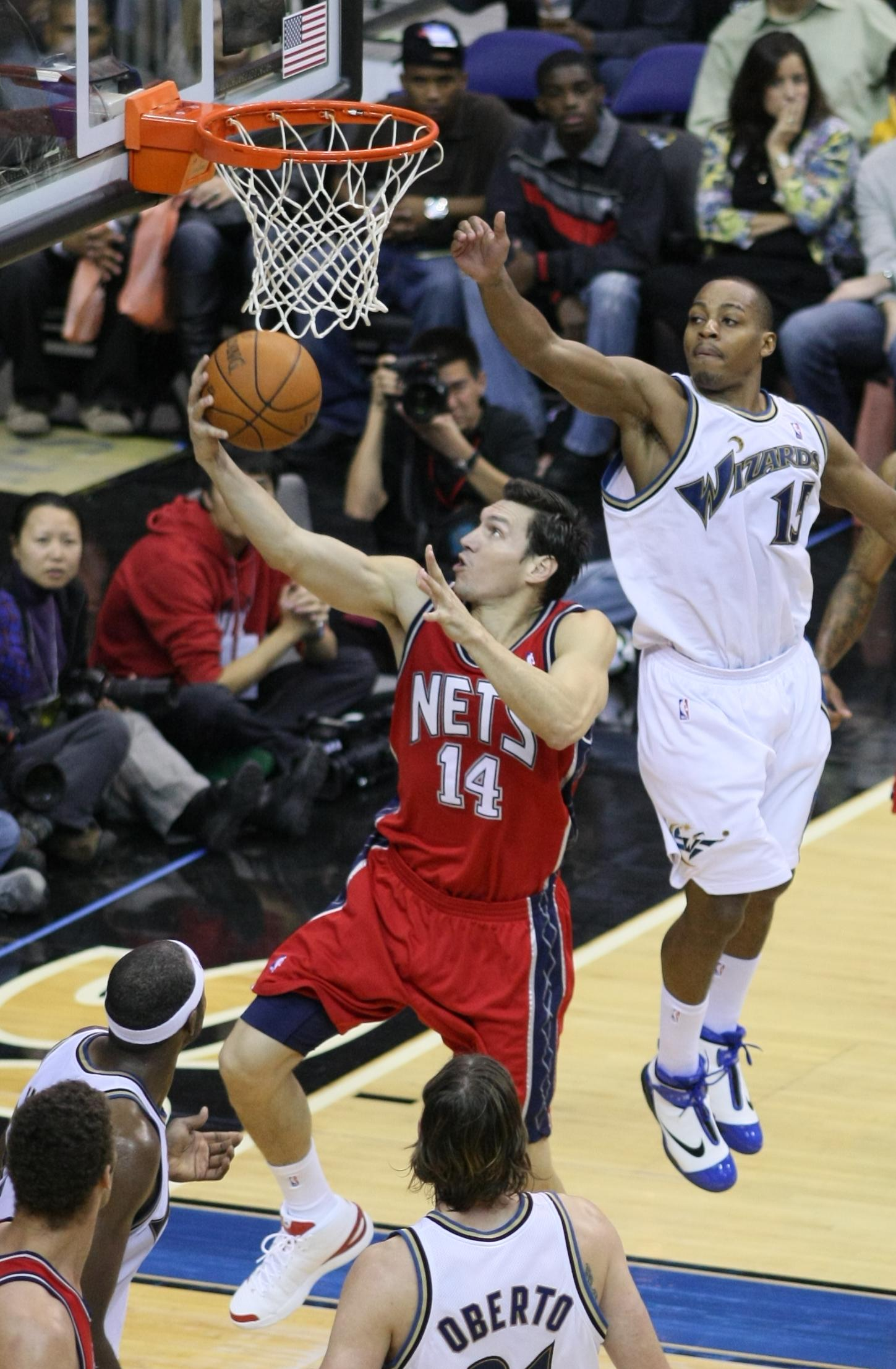
ニュージャージー・ネッツ時代のナヘラ

エドゥアルド・アロンソ・ナヘラ・ペレス（Eduardo Alonso Nájera Pérez、1976年7月11日 - ）は、メキシコ・チワワ州チワワ出身の元プロバスケットボール選手。現在はダラス・マーベリックスのスカウトを務めている。現役時代のポジションはスモールフォワード。身長203cm、体重100kg。

## 経歴

### 学生時代
テキサス州サンアントニオのコーナーストーンクリスチャン高校でプレイし、24.8得点、15.4リバウンドの成績で州のオールファーストチームに選ばれた。
卒業後、オクラホマ大学に進学し、チームの中心選手として活躍。3年目には15.5得点、8.3リバウンドの成績で、AP通信選出のオールアメリカサードチームに選ばれ、NCAAトーナメントではエリート8まで勝ち進んだ。3年間のプレイで通算リバウンド数、スティール数、ブロック数など9つの部門で、同校記録のトップ10入りを果たした。
1997年夏季ユニバーシアード、1999年夏季ユニバーシアードにメキシコ代表として出場。1999年には、20.1得点6.8リバウンドの成績を残し、チームを第4位に導いた。

### NBA
2000年のNBAドラフトにアーリーエントリーしたナヘラは、ヒューストン・ロケッツから2巡目38位指名を受け、メキシコ生まれの選手としては1996-97シーズンにフェニックス・サンズでプレーしたオラシオ・リアマス以来、史上2人目のNBAプレイヤーとなった。ドラフト直後のトレードでダラス・マーベリックスに権利が移り、マブスの一員としてルーキーシーズンを迎えた。1年目の2000-01シーズンは3.3得点2.4リバウンドの成績だった。
NBAでのキャリアをスタートしたと同時に、怪我との戦いも始まった。1年目から右鼠径部の故障が原因で29試合を欠場し、その後もマブスに在籍した4シーズンの間に、シーズン60試合以上出場を果たしたのは1シーズンのみだった。
2004年8月24日、ルイス・アルベルト・フローレス、クリスチャン・レイトナー、ムラデン・セクララッチ、複数のドラフト1巡指名権と共に、エリック・ダンピアー、ダン・ディッカウ、エバン・エシュメイヤー、スティーブ・ローガンとの引き換えでゴールデンステート・ウォリアーズに移籍した。2005年2月24日、ルイス・フローレス、ドラフト1巡目指名権と共にニコロス・ツキティシュビリ、ロドニー・ホワイトとの引き換えでデンバー・ナゲッツに移籍した。
2006年にはメキシコのモンテレイで行われたエキシビション、ナゲッツ対ウォリアーズの試合に出場した。
2006年4月27日、チームに悪影響を及ぼすとして出場停止処分を受けたケニオン・マーティンに代わり、ロサンゼルス・クリッパーズとのプレーオフ1回戦第3戦に先発出場した。

ナゲッツでも怪我に悩まされたが、ネネイやケニオン・マーティンなどが次々とシーズンをほぼ全欠する怪我を負ったため、ナヘラはフォワード陣の穴を埋めるべく怪我を抱えながらもコートに立ち続け、06-07シーズンは自身最多の75試合に出場した。この年12月のニューヨーク・ニックスとの乱闘の際、直接乱闘をした選手ではなく、両軍の選手を引き離そうとしたが退場となった。
2008年7月11日、ニュージャージー・ネッツと4年間1200万ドルの契約を結んだ。
2010年1月11日、クリス・ハンフリーズ、ショーン・ウィリアムズとの引き換えで古巣のダラス・マーベリックスに移籍した。同年7月13日、エリック・ダンピアー、マット・キャロルと共にタイソン・チャンドラー、アレクシス・アジンサとの引き換えでシャーロット・ボブキャッツに放出された。ボブキャッツでは、2シーズンプレイした後に現役を引退した。

### 引退後
現役を引退した同年2012年、かつて所属していたマーベリックスからの要望で、マーベリックス傘下のDリーグチーム、テキサス・レジェンズのヘッドコーチに就任した。

## プレースタイル
数字上の成績は地味ながらも、ダーティワークを一手に引き受け、リバウンド争いにも果敢に飛び込む名バックアッププレイヤー。チームに対する献身的なプレイとチームを活気付けるハッスルプレイは、ヘッドコーチ、チームメイトのみならず、ファンからも厚い信頼を得ている。

## 個人成績

### NBA

#### レギュラーシーズン
| シーズン | チーム | GP  | GS | MPG  | FG%  | 3P%  | FT%  | RPG | APG | SPG | BPG | PPG |
| -------- | ------ | --- | -- | ---- | ---- | ---- | ---- | --- | --- | --- | --- | --- |
| 2000–01  | DAL    | 40  | 4  | 10.8 | .523 | .333 | .424 | 2.4 | .7  | .3  | .2  | 3.3 |
| 2001–02  | DAL    | 62  | 11 | 21.9 | .500 | .000 | .676 | 5.5 | .6  | .9  | .5  | 6.5 |
| 2002–03  | DAL    | 48  | 12 | 23.0 | .558 | .000 | .681 | 4.6 | 1.0 | .8  | .5  | 6.7 |
| 2003–04  | DAL    | 58  | 7  | 12.4 | .444 | .500 | .652 | 2.7 | .4  | .6  | .3  | 3.0 |
| 2004–05  | GSW    | 42  | 4  | 14.5 | .407 | .400 | .644 | 2.8 | .9  | .4  | .2  | 4.2 |
| 2004–05  | DEN    | 26  | 0  | 22.1 | .500 | .000 | .630 | 4.8 | 1.1 | .9  | .5  | 6.9 |
| 2005–06  | DEN    | 64  | 3  | 22.6 | .422 | .333 | .781 | 5.1 | .8  | .8  | .5  | 5.4 |
| 2006–07  | DEN    | 75  | 36 | 22.1 | .576 | .083 | .715 | 4.1 | .9  | 1.0 | .3  | 6.6 |
| 2007–08  | DEN    | 78  | 3  | 21.3 | .473 | .361 | .708 | 4.3 | 1.2 | .9  | .5  | 5.9 |
| 2008–09  | NJN    | 27  | 0  | 11.8 | .446 | .200 | .364 | 2.5 | .7  | .4  | .1  | 2.9 |
| 2009–10  | NJN    | 13  | 2  | 15.7 | .377 | .176 | .500 | 2.9 | 1.2 | .7  | .2  | 3.8 |
| 2009–10  | DAL    | 33  | 3  | 14.6 | .452 | .340 | .667 | 2.3 | .4  | .5  | .4  | 3.3 |
| 2010–11  | CHA    | 31  | 0  | 12.0 | .361 | .324 | .545 | 1.4 | .6  | .4  | .2  | 2.2 |
| 2011–12  | CHA    | 22  | 0  | 12.3 | .375 | .276 | .500 | 2.3 | .5  | .9  | .2  | 2.6 |
| 通算     | 通算   | 619 | 85 | 18.1 | .481 | .311 | .671 | 3.7 | .8  | .7  | .4  | 4.9 |

#### プレーオフ
| シーズン | チーム | GP | GS | MPG  | FG%  | 3P%  | FT%   | RPG | APG | SPG | BPG | PPG |
| -------- | ------ | -- | -- | ---- | ---- | ---- | ----- | --- | --- | --- | --- | --- |
| 2001     | DAL    | 7  | 0  | 6.3  | .529 | .750 | ---   | 2.1 | .1  | .1  | .1  | 3.0 |
| 2002     | DAL    | 8  | 4  | 15.3 | .696 | ---  | .625  | 1.6 | .1  | .4  | .0  | 4.6 |
| 2003     | DAL    | 19 | 5  | 20.7 | .453 | ---  | .792  | 3.9 | .8  | .7  | .2  | 6.1 |
| 2004     | DAL    | 5  | 0  | 11.4 | .455 | ---  | 1.000 | 3.4 | .6  | .6  | .4  | 2.4 |
| 2005     | DEN    | 2  | 0  | 6.5  | .000 | ---  | . --- | 1.0 | .5  | .0  | .0  | .0  |
| 2006     | DEN    | 4  | 3  | 22.3 | .214 | ---  | .500  | 3.8 | .5  | .8  | .0  | 2.0 |
| 2007     | DEN    | 5  | 0  | 19.2 | .235 | .000 | .500  | 5.6 | .4  | .4  | .2  | 1.8 |
| 2008     | DEN    | 4  | 0  | 19.5 | .500 | .400 | ---   | 3.3 | 1.5 | .8  | .3  | 4.0 |
| 2010     | DAL    | 5  | 0  | 7.2  | .250 | .000 | ---   | 1.8 | .0  | .4  | .0  | .8  |
| 通算     | 通算   | 59 | 12 | 15.7 | .443 | .294 | .750  | 3.2 | .5  | .5  | .2  | 3.8 |